# Казанский монастырь (Рязань)
Казанский Явленский монастырь — женский монастырь Рязанской епархии Русской Православной Церкви в городе Рязани.

## История

### До 1917 года
Основан в XVI веке и располагался недалеко от Спасского монастыря, к югу.
В 1786 году был перенесён к Вознесенской церкви города Рязани на въезде в город с Владимирского гужевого тракта «в Новинках» (современная Затинная улица), где располагается до настоящего времени.
В 1861 году при игуменье Екатерине в монастыре учреждается община и при ней больница.
С 1863 года настоятельницей обители становится Евгения (вторая), усилиями и стараниями которой монастырь засиял заново. Так, на средства банкира и мецената Сергея Афанасьевича Живаго в 1868 году при монастыре было открыто четырёхклассное училище для девочек. На месте обветшавшей Вознесенской церкви на средства московского купца Никанора Петровича Суворова и других благотворителей построен новый соборный храм в честь иконы Казанской Божией Матери с приделами священномученика Харалампия и преподобного Сергия Радонежского. 16 августа 1870 года архиепископом Алексием (Ржаницыным) проведено освящение собора. В том же году на территории монастыря была построена надвратная церковь в честь великомученицы Варвары и освящена 7 октября. Над церковью возвышалась колокольня постройки 1872 года.
В 1872 году монастырь получает статус первоклассного. Помимо указанных храмов на территории располагалось ещё 40 отдельных зданий различного назначения, в том числе библиотека-читальня, пекарня, свечной завод. При монастыре было кладбище, где хоронили не только монахинь, но и известных своими заслугами горожан. Монастырь был обнесён каменной оградой с двумя воротами — восточными и западными. За пределами обители находилась монастырская гостиница и огород площадью 2,5 гектара.

### Закрытие монастыря
После революционных событий 1917 года началось разорение монастыря, который был окончательно ликвидирован в 1919 году: монахини изгнаны, все его ценности реквизированы, а территория монастыря с высокой каменной оградой идеально подошла большевикам для заключения первых жертв революции и организации концентрационного лагеря принудительных работ. Часть зданий бывшего монастыря была отведена под квартиры коменданта лагеря и сотрудников, часть зданий занимала вооруженная охрана.
20 февраля 1923 года Рязанский губернский лагерь принудительных работ был расформирован, после чего в Казанском храме устроили красноармейский клуб, росписи на стенах храма замалевали революционными картинками. Позже в стенах монастыря размещалась колония для беспризорников, было организовано швейное производство военного обмундирования. Большую часть стен и башен монастыря разобрали по приказу властей «на нужды горсовхоза» (сохранились только башня и фрагмент стены монастыря на углу Затинной и Вознесенской улиц), часть помещений обители, в том числе надвратную церковь со снесённой колокольней, отдали под жилые квартиры (в дальнейшем некоторые из них были перестроены и приватизированы), часть стояли заброшенными. Монастырский некрополь, где были похоронены многие известные рязанцы, в частности, потомок воеводы ополчения Минина и Пожарского граф М. Д. Бутурлин, рязанский губернатор П. С. Кожин, меценат С. А. Живаго, был почти полностью разрушен. В 1924 году в Казанском соборе разместили Рязанский областной архив.

### Новомученицы Евдокия и Ольга
Среди насельниц монастыря были послушницы Евдокия (Архипова Евдокия Сергеевна) с 1902 по 1919 год и Ольга (Жильцова Ольга Георгиевна) c 1905 по 1919 год. После разорения монастыря Евдокия и Ольга уехали в родное село Горетово Луховицкого уезда Рязанской губернии, при этом Евдокия была избрана старостой.
В феврале 1938 года послушницы были арестованы по доносу о неком «конспиративном совещании» и на основании других лжесвидетельств. 8 марта 1938 года тройка НКВД приговорила Евдокию и Ольгу к расстрелу, который был приведён в исполнение на полигоне Бутово 14 марта 1938 года, тела погребены в безвестной общей могиле.
Послушницы Евдокия и Ольга включены в Собор новомучеников и исповедников Российских XX века. Их память Церковь чествует 14 марта и в 4-ю субботу по Пасхе в праздник Собора Бутовских новомучеников.

### Возрождение монастыря
16 декабря 2005 года состоялось передача здания Казанского собора монастыря Рязанской епархии. 4 ноября 2006 года состоялся первый молебен в Казанском соборе перед иконой Матери Божией «Казанская». 26 декабря 2006 года на заседании Священного Синода Русской православной церкви было решено открыть Казанский женский монастырь с возобновлением в нём монашеской жизни.
В 2007 году было совершено малое освящение алтаря в Казанском соборе, 7 января 2007 года была совершена первая Божественная Литургия, а 20 июля и 17 декабря 2007 года купола Казанского собора вновь были увенчаны крестами.
В октябре 2007 года в стенах монастыря открылось Рязанское епархиальное женское духовное училище, преобразованное из Школы регентов-псаломщиков при Рязанской православной духовной семинарии (решение Священного Синода от 21 августа 2007 года, журнал № 80).
Решением Священного Синода от 23 июня 2008 года настоятельницей Казанского женского монастыря была назначена монахиня Анна (Сычугова).
На территории бывшего монастырского некрополя собраны его уцелевшие надгробия, в 2010 году на ней установлен поклонный крест. В 2019 году на бывший монастырский некрополь был возвращен памятник Михаилу Михайловичу Гайдукову, находившийся на нем до ликвидации кладбища и обнаруженный во время субботника на территории рязанского «Дома художника», а также ряд надгробий (Зубковых и купцов Селантьевых) неизвестного в настоящее время происхождения.

## Святыни монастыря
- Чудесно явленная чудотворная Казанская икона Божией Матери;
- Афонский образ святого великомученика и целителя Пантелеимона;
- Ковчег с частицей мощей апостола Симона Кананита;
- Икона святителя Николая, архиепископа Мир Ликийских, чудотворца;
- Икона Петра и Февронии Муромских с частицей мощей;
- Ковчег с частицей мощей преподобноисповедницы Анны Срезневской;
- Список иконы Божией Матери «Каплуновская»;
- Список иконы Божией Матери «Казанская»;
- Список иконы Божией Матери «Скоропослушница»;
- Икона с частицей мощей блаженного Василия Кадомского
- Ковчег с частью мощей блаженной Любови Рязанской[13].

## Престольные праздники
- Казанской иконы Божией Матери — 21 июля [по новому стилю] (Явление иконы Пресвятой Богородицы во граде Казани), 4 ноября [по новому стилю] (избавление Москвы и всей России от нашествия поляков в 1612 году).
- Великомученицы Варвары — 17 декабря по [новому стилю].
- Священномученика Харалампия Магнезийского — 23 февраля по [новому стилю] (день преставления).
- Преподобного Сергия Радонежского — 18 июля по [новому стилю] (обретение честных мощей), 8 октября [по новому стилю] (преставление)[14].